# Chiesa di San Michele Arcangelo a Sasseta
La chiesa di San Michele Arcangelo a Sasseta si trova nella frazione di Sasseta presso Vernio, in provincia di Prato.

## Storia e descrizione

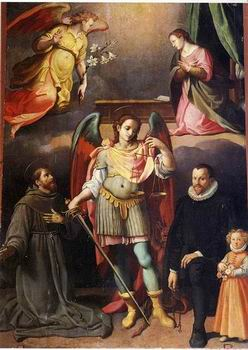
La pala dell'Empoli

La chiesa fu costruita tra 1954 e 1958 su progetto di N. De Majer come nuova sede parrocchiale (in sostituzione della distrutta chiesa di San Michele Arcangelo di Poggiole, fatta saltare in aria dai nazisti nel 1944, di cui ha ereditato il titolo).
L'edificio religioso presenta un'articolata struttura in cemento armato rivestito in pietra, con poche aperture, e un'abside poligonale. 
L'interno conserva, in controfacciata, una delle prime opere di destinazione pubblica di Jacopo Chimenti detto l'Empoli proveniente dalla stessa scomparsa chiesa di Poggiole, dove era collocata dietro l'altare maggiore. Essa raffigura l'Annunciazione, San Michele, San Francesco e il conte Cosimo di Gualterotto di Pierantonio Bardi con la figlioletta Cassandra morta nel 1585. La pala, che mostra riferimenti nella parte alta a Maso da San Friano, maestro dell'Empoli, e in basso si presenta già al passo con la pittura riformata di Santi di Tito, rappresenta il titolare della chiesa e San Francesco, molto legato alla famiglia Bardi. La tavola dovette essere dipinta dopo il 1585, in memoria della figlioletta scomparsa e probabilmente nel 1588, anno di nascita di un altro figlio, significativamente chiamato Francesco, al concepimento del quale allude l'Annunciazione in alto.
Nella chiesa è stato collocato in via definitiva il grande Crocifisso Bianco di Emilio Farina, che ha coperto la cappella Maggiore del Duomo di Prato durante il restauro degli affreschi del Lippi (2001-2007).
Vicino è l'oratorio di Santa Maria della Neve, costruito nel 1556 per volere dei Bardi, con campaniletto dal curioso coronamento piramidale.